# Lawrence C. Evans
Lawrence Craig Evans (* 1. November 1949 in Atlanta, Georgia)  ist ein US-amerikanischer Mathematiker, der sich mit partiellen Differentialgleichungen beschäftigt.

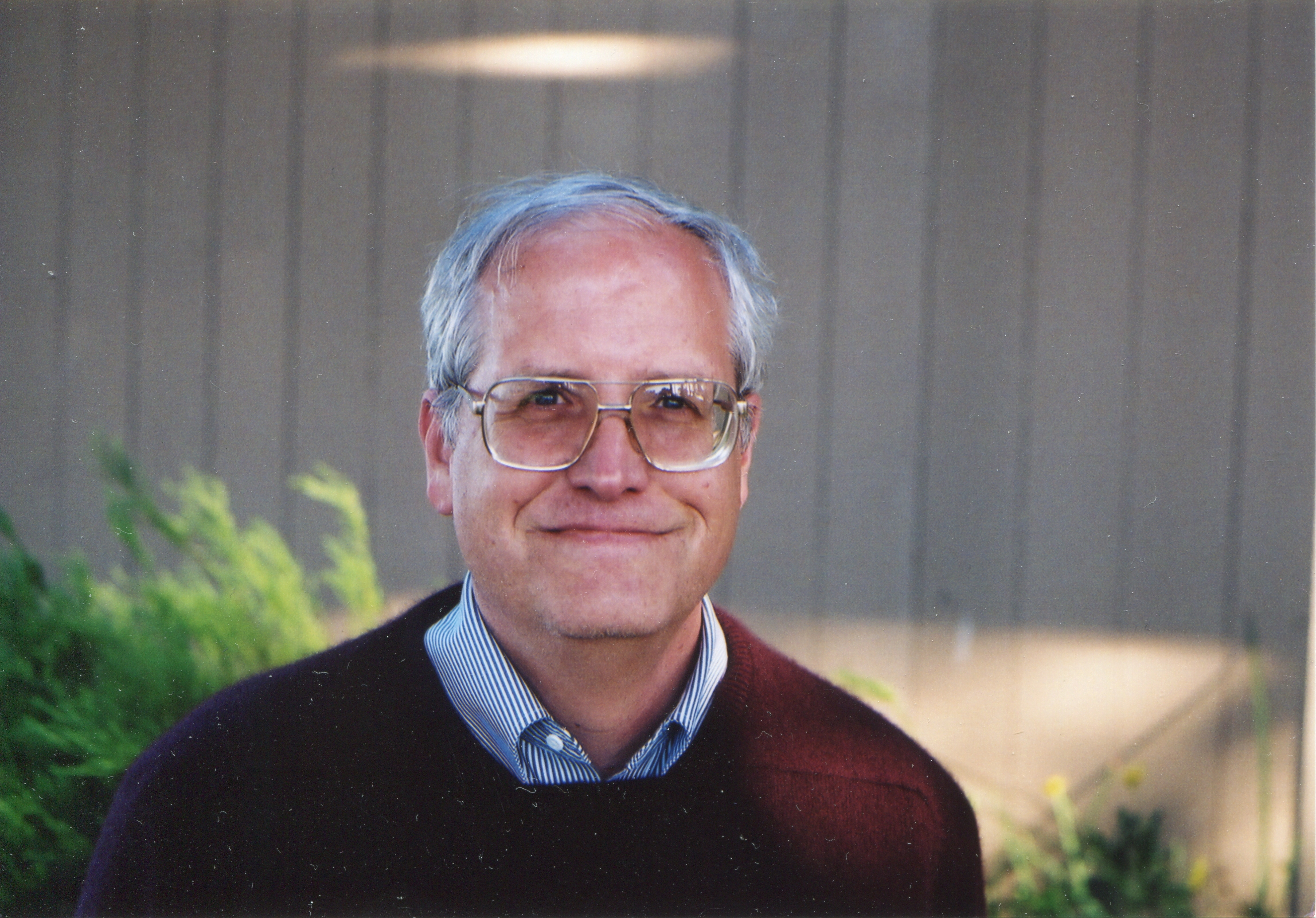
Lawrence Craig Evans, Berkeley 2004

## Leben
Evans studierte an der Vanderbilt University (Bachelor 1971) und promovierte 1975 bei Michael Crandall an der University of California, Los Angeles (Nonlinear evolution equations in an arbitrary Banach Space). Danach war er bis 1980 an der University of Kentucky und 1980 bis 1989 an der University of Maryland. Er ist seit 1989 Professor an der University of California, Berkeley. 1988 war er am Institute for Advanced Study.
2004 erhielt er mit Nicolai Krylov den Leroy P. Steele Prize der American Mathematical Society für die Evans-Krylov-Theorie (gleichzeitig und unabhängig von beiden entwickelt). Sie bewiesen darin die zweifache Differenzierbarkeit (Hölder-Stetigkeit der zweiten Ableitungen) der Lösungen konvexer, völlig nichtlinearer, gleichmäßig elliptischer partieller Differentialgleichungen und damit die Existenz „klassischer Lösungen“ (Satz von Evans-Krylov).
1991 verallgemeinerte er ein Resultat von Frédéric Hélein über die Regularität schwach harmonischer Abbildungen zwischen Mannigfaltigkeiten, was seinerseits von Fabrice Béthuel verallgemeinert wurde.
Er arbeitete auch über Viskositätslösungen nichtlinearer partieller Differentialgleichungen, die Hamilton-Jacobi-Bellman-Gleichung in der stochastischen optimalen Kontrolltheorie, der Theorie harmonischer Abbildungen. Sein Lehrbuch über partielle Differentialgleichungen ist ein in den USA verbreitetes Hochschullehrbuch.
1979 wurde er Forschungsstipendiat der Alfred P. Sloan Foundation (Sloan Research Fellow). 1986 war er Invited Speaker auf dem Internationalen Mathematikerkongress in Berkeley (Quasiconvexity and partial regularity in the calculus of variations). Er ist Fellow der American Mathematical Society. 2014 wurde er in die National Academy of Sciences gewählt. Für 2023 wurde Evans der Leroy P. Steele Prize for Mathematical Exposition zugesprochen.

## Schriften
- Partial Differential Equations (= Graduate Studies in Mathematics, Band 19). American Mathematical Society, Providence RI 1998, ISBN 0-8218-0772-2 (2nd edition. ebenda 2010, ISBN 978-0-8218-4974-3).
- mit Ronald F. Gariepy: Measure Theory and Fine Properties of Functions. CRC-Press, Boca Raton FL u. a. 1992, ISBN 0-8493-7157-0.
- Weak convergence methods for nonlinear partial differential equations. (= Regional Conference Series in Mathematics. Band 74). American Mathematical Society, Providence RI 1990, ISBN 0-8218-0724-2.